# Athenry
Athenry ('Baile Átha an Rí' - 'Vau dos Reis' em irlandês) é uma cidade agrícola no Condado de Galway, República da Irlanda. Localiza-se 25 km a leste da cidade de  Galway, e é famosa pela canção The Fields of Athenry. Uma das atrações da cidade é seu casetelo medieval.

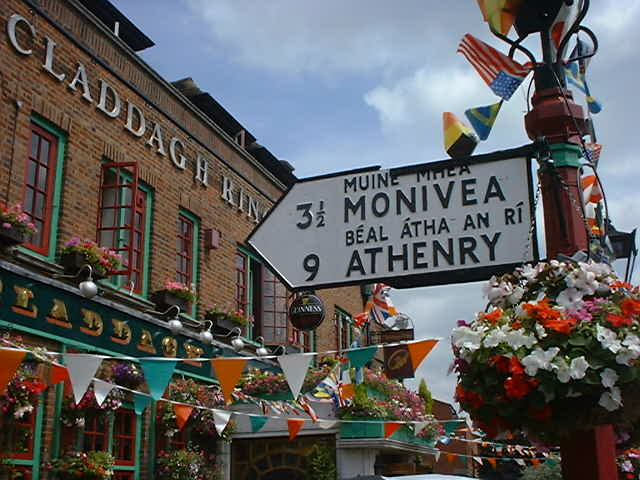
O Claddagh Ring - um típico pubirlandês